# Nannostomus
Genre
Nannostomus (du grec: nanno = petite et stomus = bouche) appelé communément « poissons-crayons » est un genre de poissons téléostéens de la famille des Lebiasinidae et de l'ordre des Characiformes. Le genre Nannostomus regroupe plusieurs espèces de poissons américains. Le nom vernaculaire poissons-crayons (Pencil fish en anglais) est un nom populaire qui a d'abord été appliqué à seulement deux espèces dans les années 1920, Nannostomus unifasciatus et Nannostomus eques, mais qui à la fin des années 1950 sera appliqué à tous les membres du genre,,. Certaines espèces du genre sont devenus des poissons populaires en aquarium en raison de leur coloration attrayante, forme unique, et leurs comportements intéressants.

## Taxonomie
Le genre Nannostomus a été érigé par Günther en 1872 avec l'espèce type, Nannostomus beckfordi. En 1876, Steindachner décrit trois autres espèces, Nannostomus unifasciatus, Nannostomus eques et Nannostomus trifasciatus. En 1909, Carl H. Eigenmann décrit Nannostomus marginatus, Nannostomus minimus et Nannostomus harrisoni. Tous, sauf N. minimus ont été populaires auprès des aquariophiles depuis le début du XXe siècle, en partie due à des articles enthousiastes écrits à leur sujet, et des photos prises d'eux, par William T. Innes qui ont été publiés dès 1933. Au fil des ans, le genre a été divisé par les auteurs précédents dans d'autres genres, y compris Poecilobrycon et Nannobrycon. Après près d'un siècle de débat sur le sujet, le Dr Stanley H. Weitzman et le Dr J. Stanley Cobb ont restauré leur taxonomie et élargi, unifiant toutes les espèces sous Nannostomus en 1975. Cette révision complète du genre est aujourd'hui largement acceptée. Le Dr. Weitzman est également responsable de la description de cinq des espèces introduites plus récemment, Nannostomus marilynae, Nannostomus Limatus, Nannostomus nitidus, Nannostomus britskii et Nannostomus anduzei. Dix-neuf espèces sont maintenant connus, dont la plupart sont également familiers en aquariophiles. Plusieurs autres espèces de Nannostomus non identifiés ont été importées au cours des années, beaucoup ponctuellement parmi les prises avec d'autres petits characins, mais leur statut taxonomique est encore à déterminer.

## Répartition géographique
Le genre a une vaste distribution en Amérique du Sud, de la Colombie, le Venezuela et les Guyanes, dans le nord, dans le bassin sud de l'Amazonie et de la Bolivie dans le sud, au Pérou à l'ouest et Belém, au Brésil, à l'est. Plusieurs des espèces du genre ont une distribution presque aussi vaste que toutes les données géographiques répertoriées ci-dessus. En conséquence, de nombreuses espèces ont des variations de couleurs très marquées, polymorphes qui se manifestent en fonction de la population. Au fil des ans, certaines de ces variantes de couleur ont été décrites à tort comme des espèces distinctes. Des noms tels que "Nannostomus ocellatus », « N. anomalus » et « N. auratus ", parmi beaucoup d’autres, sont maintenant connus pour être synonymes juniors aux différentes espèces. À ce jour, seules deux espèces, N. beckfordi et N. harrisoni, sont relativement communes en aquariophilies et reproduites en aquariums, principalement en Asie. Toutes les espèces restantes qui trouvent leurs chemins dans des aquariums sont sauvages et capturés dans les eaux d'Amérique du Sud.

## Liste d'espèces
Selon FishBase (25 juin 2015):

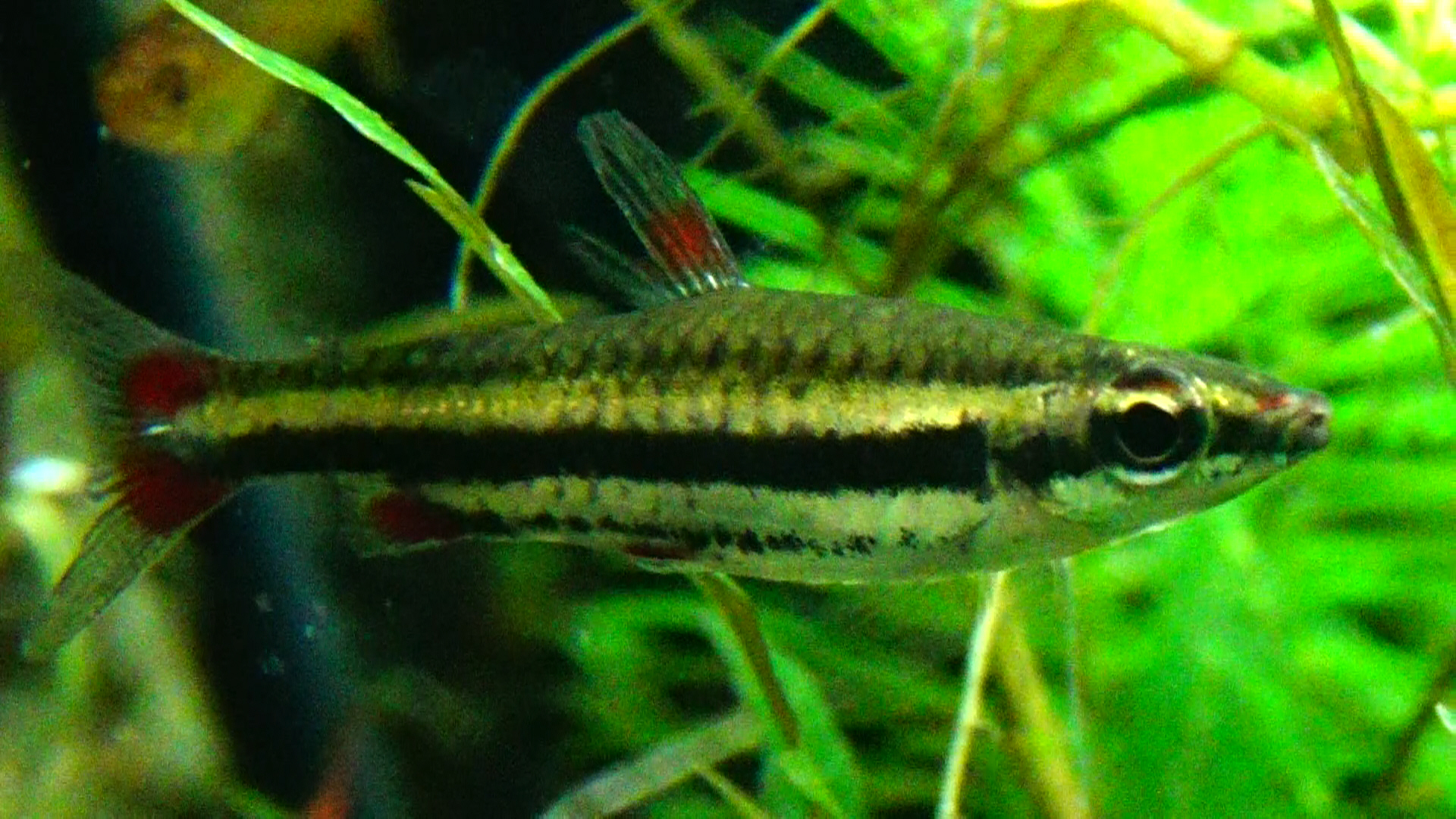
Nannostomus nigrotaeniatus

- Nannostomus anduzei Fernandez & Weitzman, 1987
- Nannostomus beckfordi Günther, 1872
- Nannostomus bifasciatus Hoedeman, 1954
- Nannostomus britskii Weitzman, 1978
- Nannostomus digrammus (Fowler, 1913)
- Nannostomus eques Steindachner, 1876
- Nannostomus erythrurus (Eigenmann, 1909)
- Nannostomus espei (Meinken, 1956)
- Nannostomus grandis Zarske, 2011[5]
- Nannostomus harrisoni (Eigenmann, 1909)
- Nannostomus limatus Weitzman, 1978
- Nannostomus marginatus Eigenmann, 1909
- Nannostomus marilynae Weitzman & Cobb, 1975
- Nannostomus minimus Eigenmann, 1909
- Nannostomus mortenthaleri Paepke & Arendt, 2001
- Nannostomus nigrotaeniatus Zarske, 2013[6]
- Nannostomus nitidus Weitzman, 1978
- Nannostomus rubrocaudatus Zarske, 2009
- Nannostomus trifasciatus Steindachner, 1876
- Nannostomus unifasciatus Steindachner, 1876

## Galerie

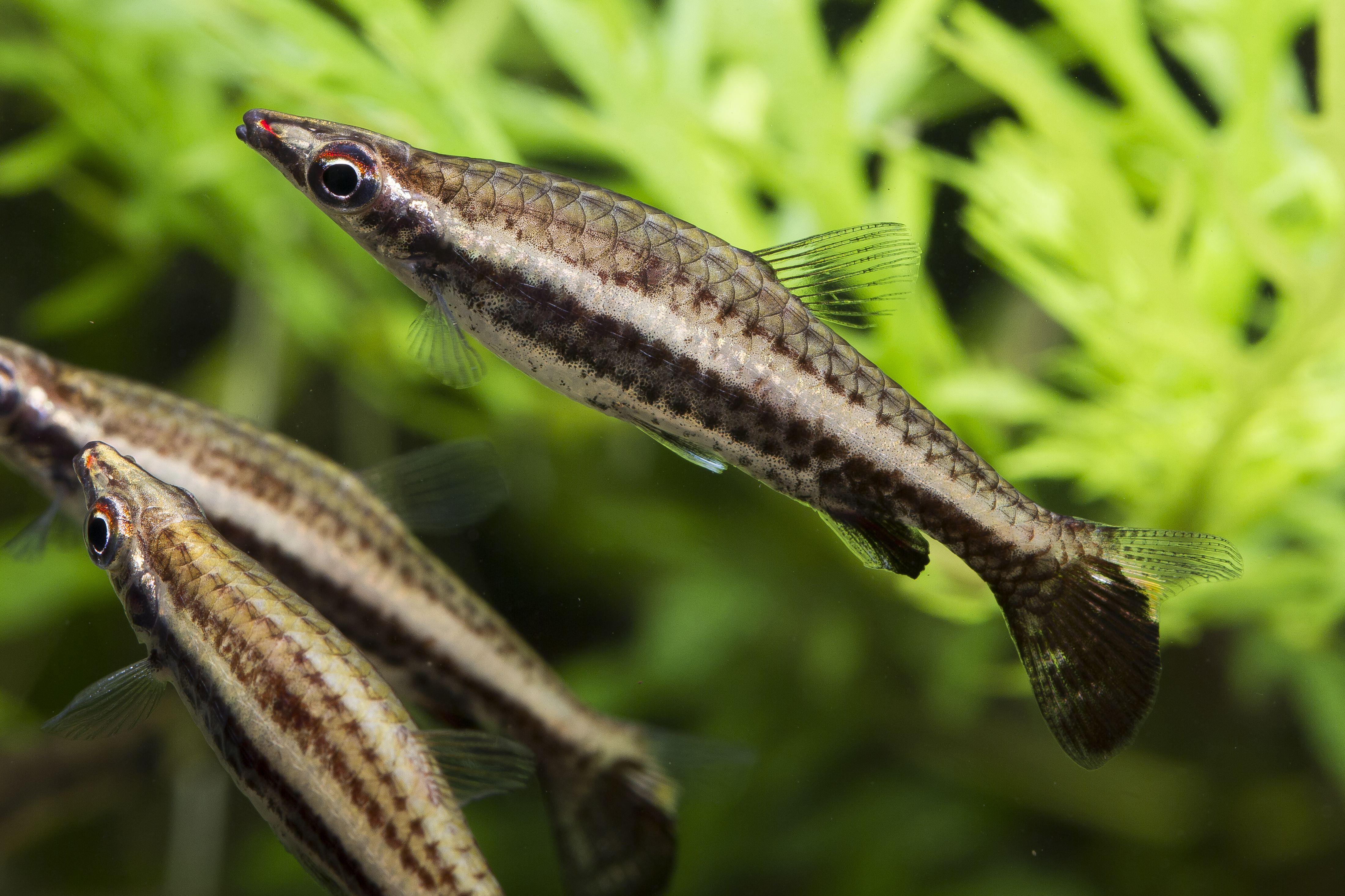
Nannostomus eques
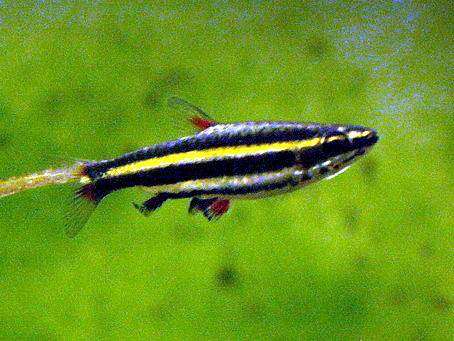
Nannostomus marginatus
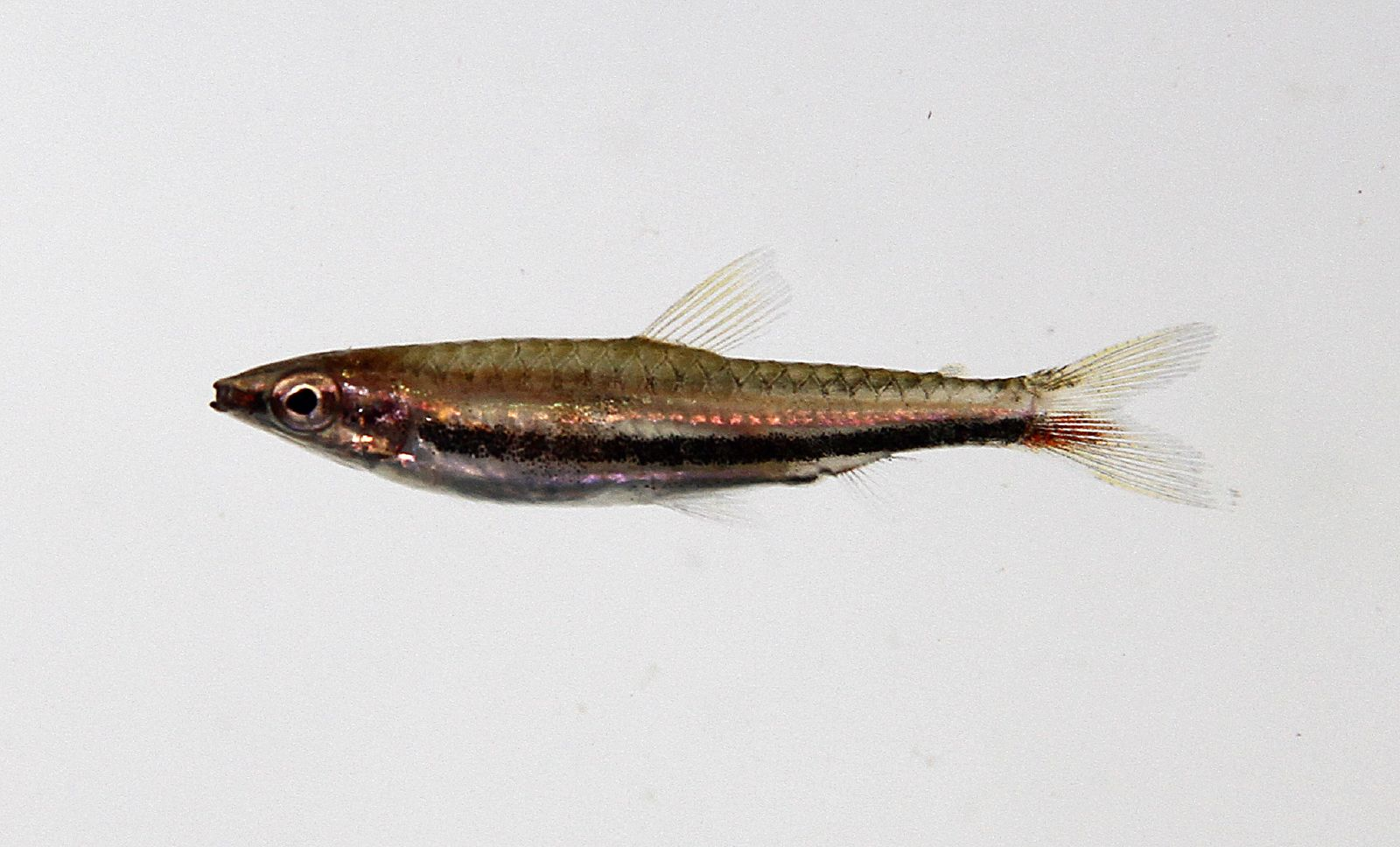
Nannostomus marilynae
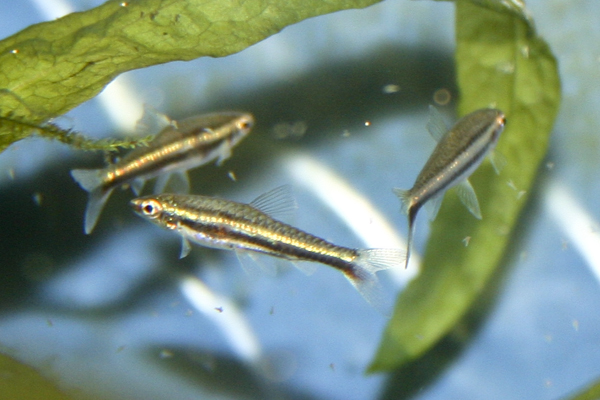
Nannostomus minimus
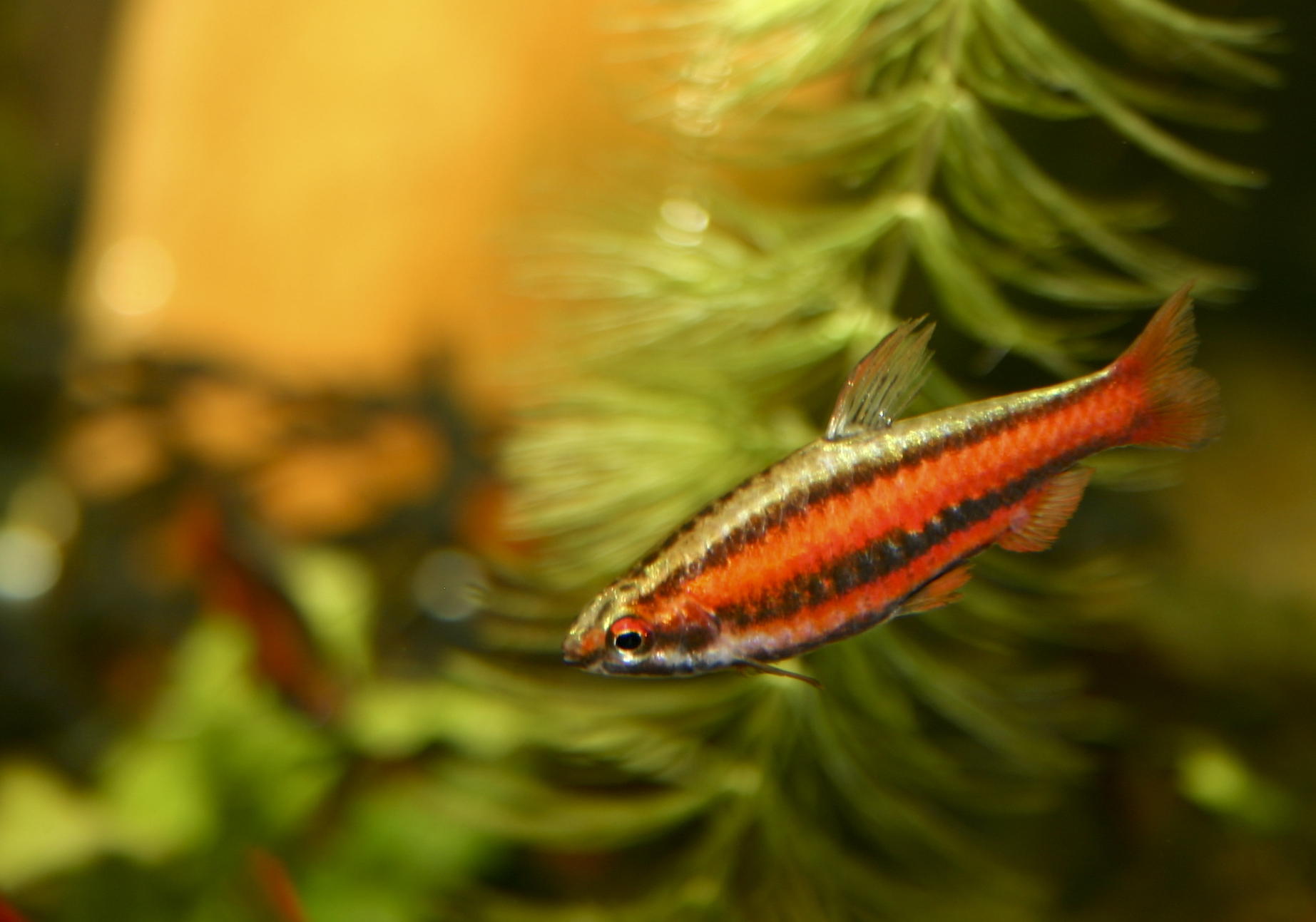
Nannostomus mortenthaleri
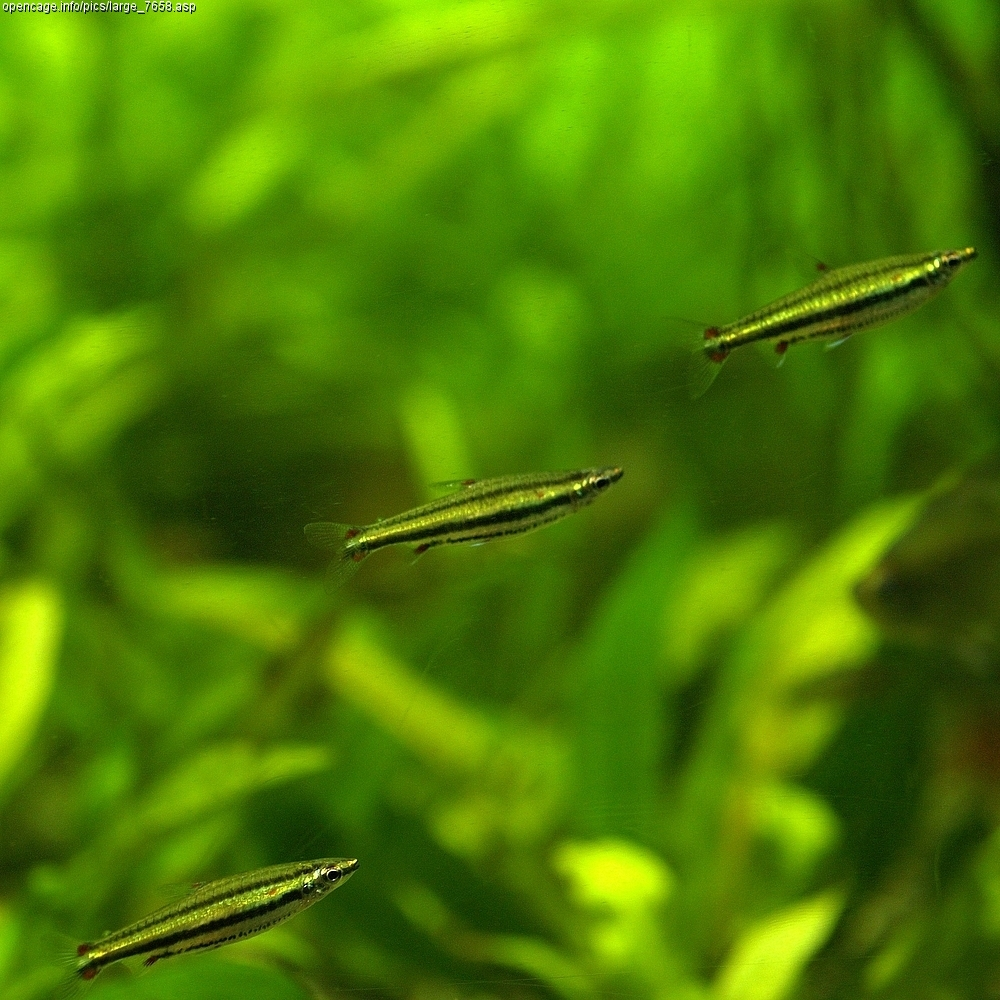
Nannostomus trifasciatus
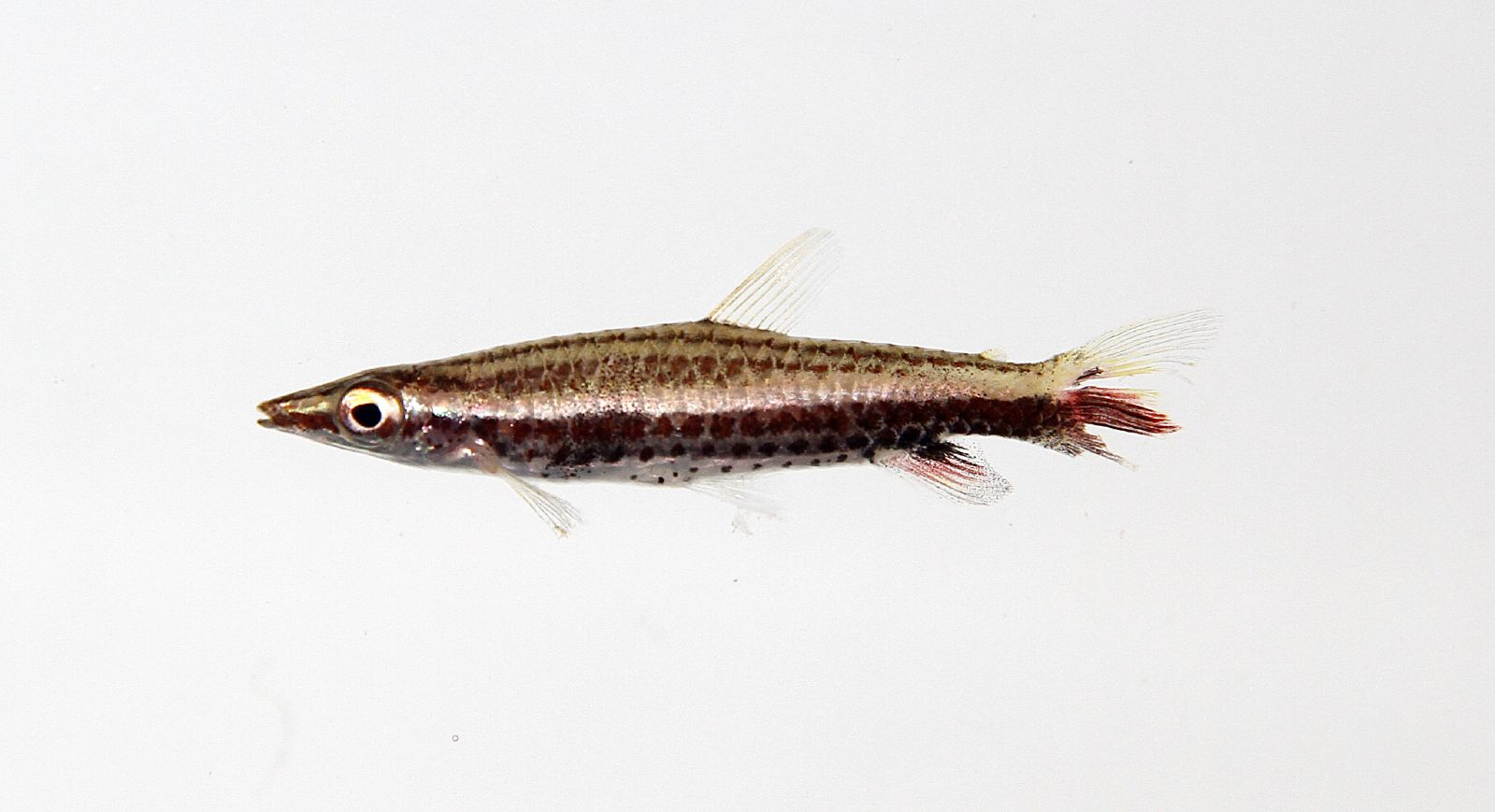
Nannostomus sp.